# Renault Arkana
Renault Arkana je malé crossover SUV (konkrétně Coupe SUV) francouzské automobilky Renault. První verze vozu se začala prodávat v roce 2019 v Rusku jako Renault/Dacia Duster založená na platformě B0, přičemž se díky nízké ceně těšil vysokým prodejům. Poté byla další verze vozu představena v únoru 2020 pro Jižní Koreu, která byla založena na platformě Renault–Nissan Common Module Family.  
V září 2020 byla představena varianta určená i pro evropský trh, přičemž model v Jižní Koreji byl v letech 2020 až 2022 nejprve prodáván jako Renault Samsung XM3 a následně v letech 2022 až 2024 jako Renault XM3. Název vozu je odvozen od latinského slova arcanum, které lze přeložit jako tajemství. Koncept vozu byl představen již v Jižní Koreji v roce 2019 místní pobočkou automobilky.  
V Česku se prodává od roku 2021. V roce 2023 vůz prošel faceliftem. Kromě varianty se spalovacím motorem se prodává také v hybridní variantě. V roce 2023 činila základní cena vozu v Česku 630 tisíc Kč. V bývalých zemích Jugoslávie vůz nese název Renault Mégane Conquest, protože je v regionu známý válečný zločinec Željko Ražnatović přezdívaný Arkan a automobilka se tak raději rozhodla název Arkana v regionu vůbec nepoužívat.

## Galerie

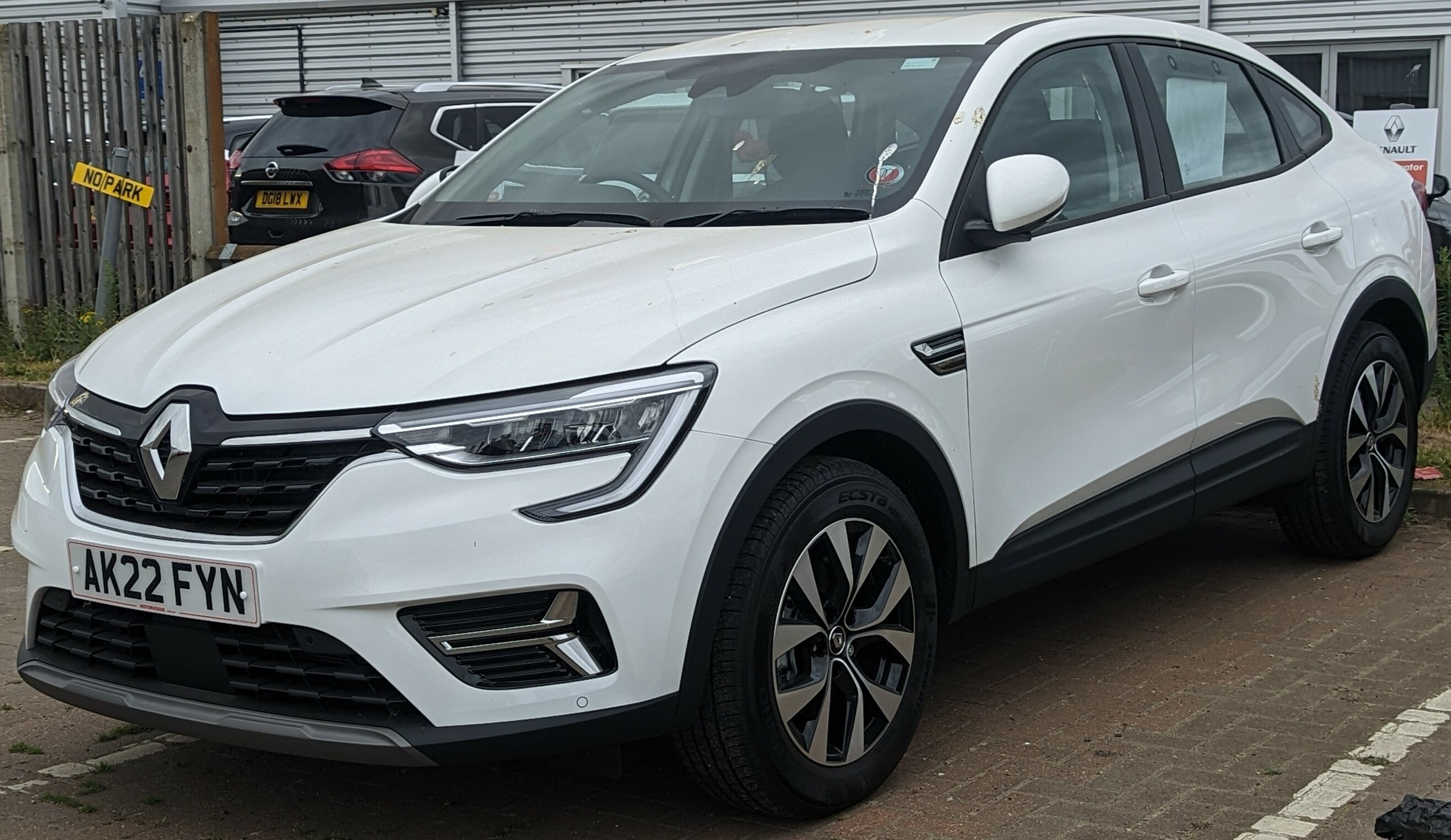
Bílý Renault Arkana z roku 2022
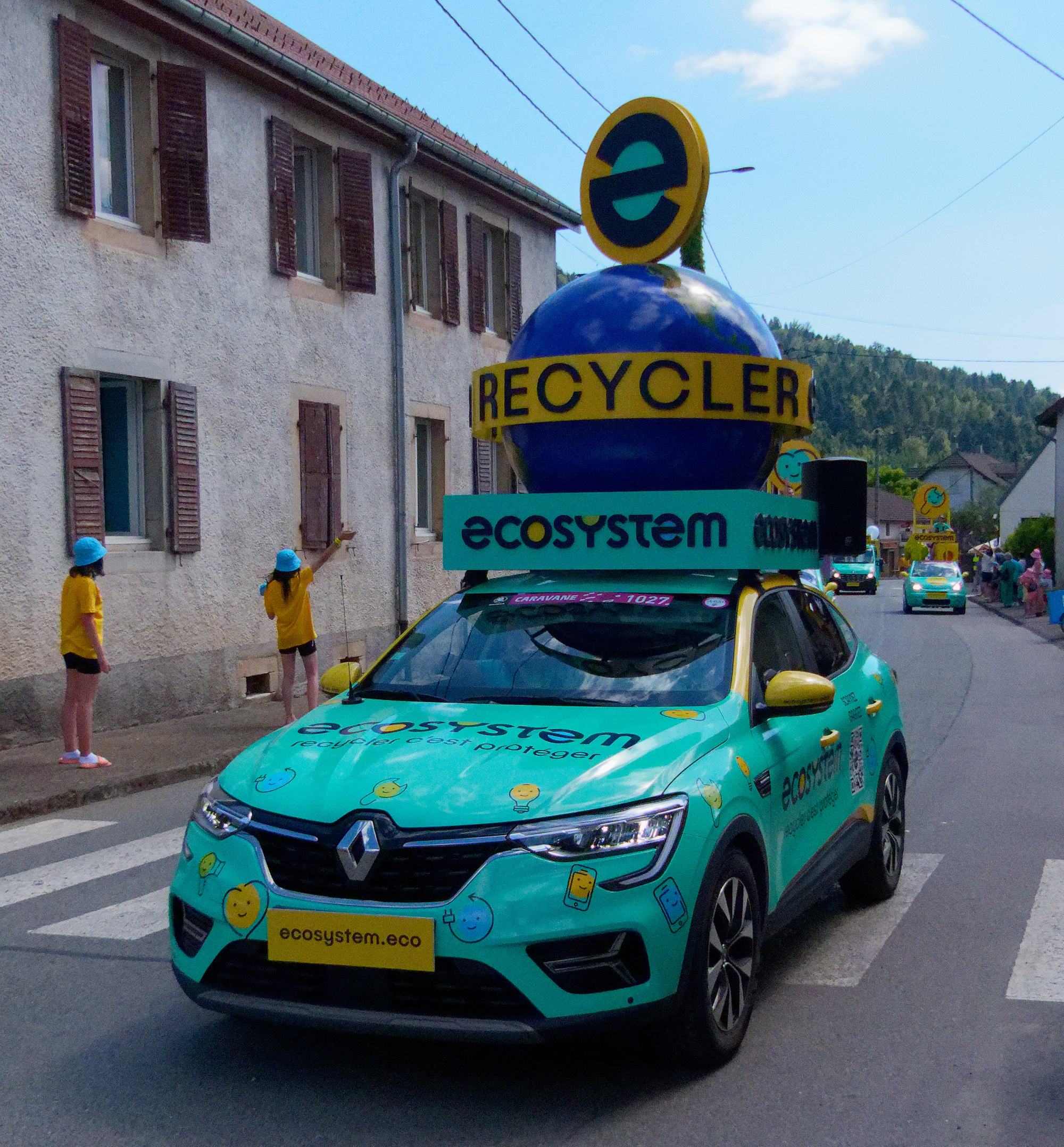
Renault Arkana na Tour de France v červenci 2022
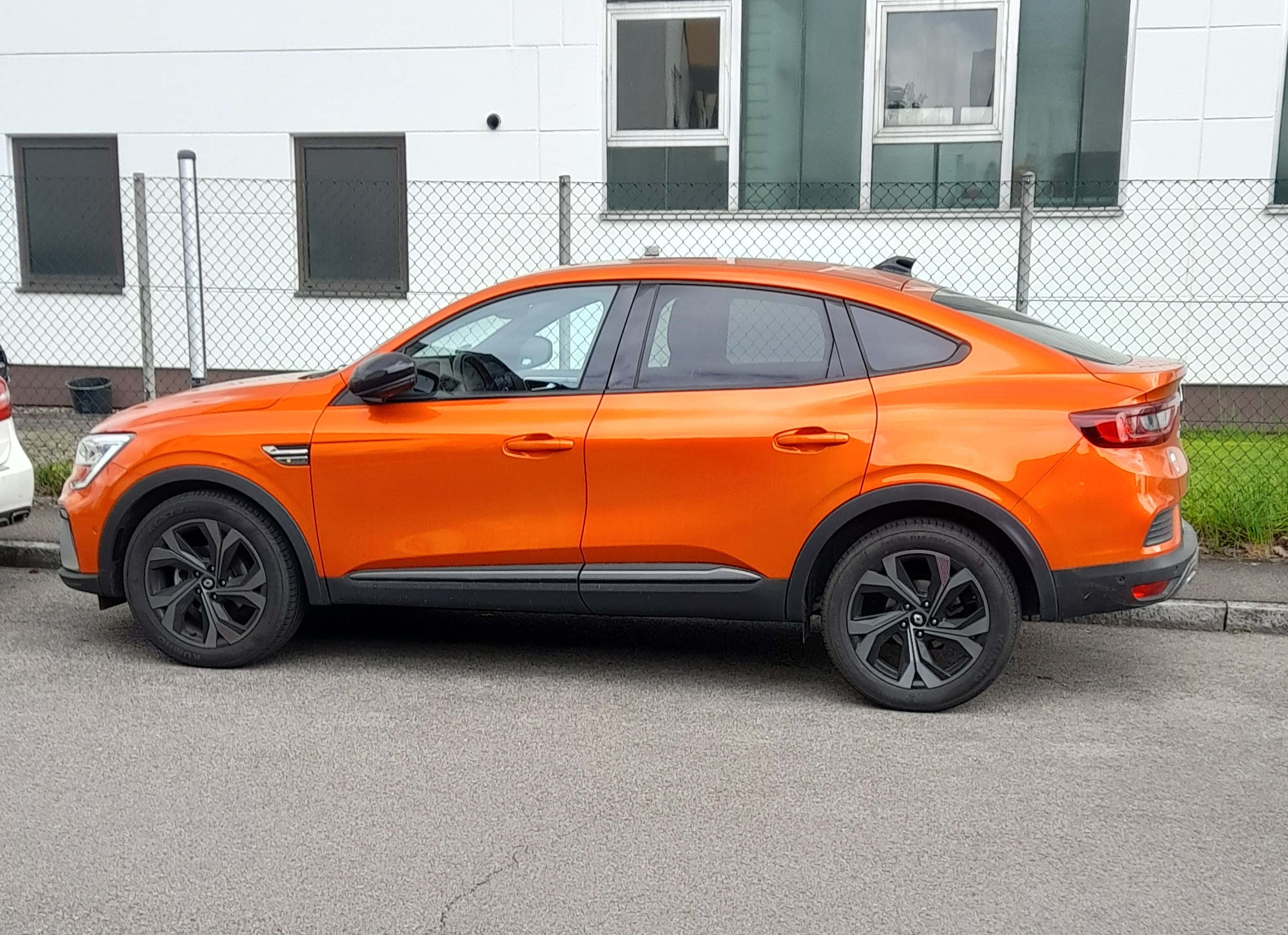
Oranžový Renault Arkana pohledem z boku
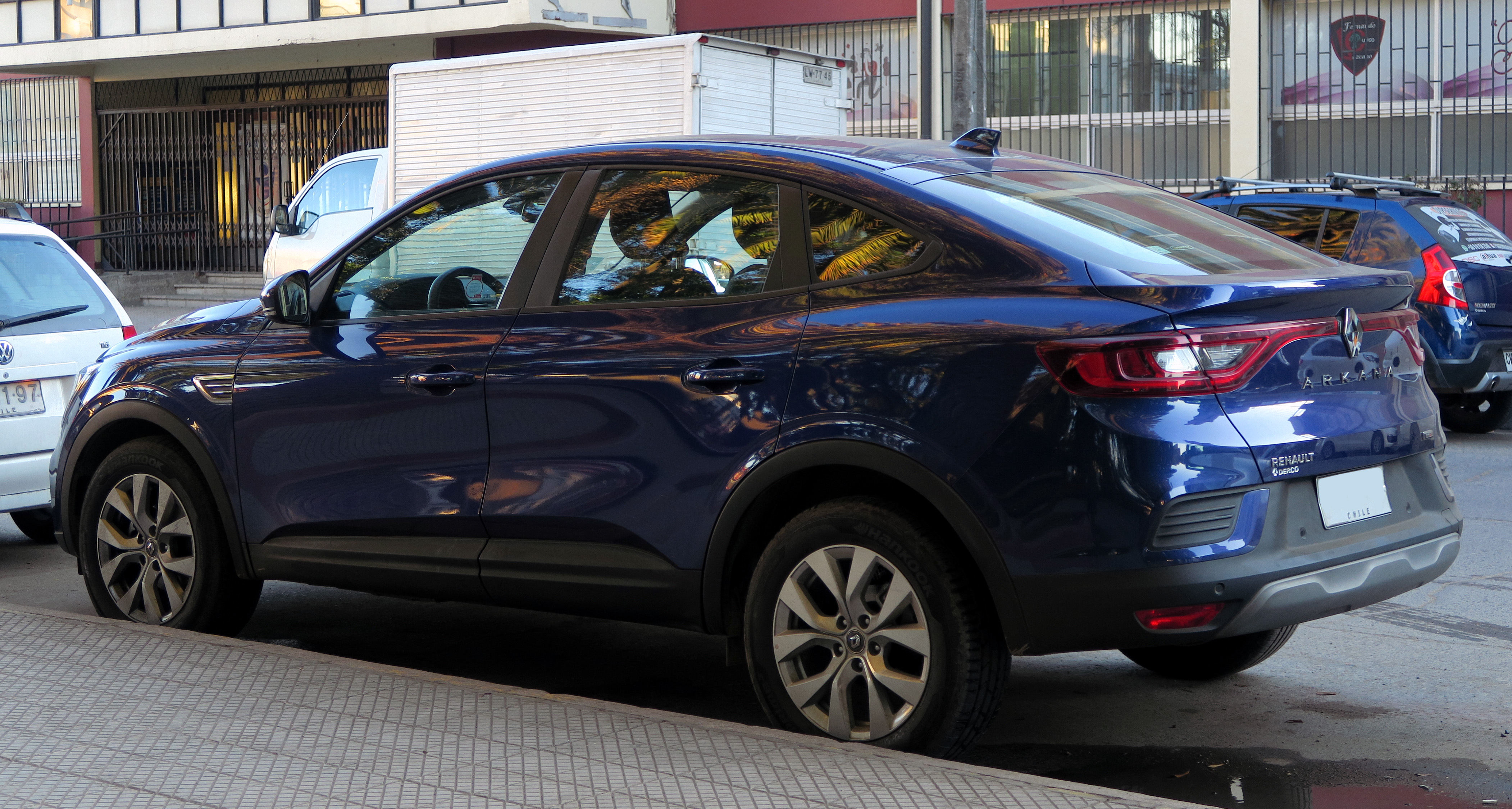
Modrý Renault Arkana v červenci 2021 v Chile